# Галерија грбова Казахстана
Галерија грбова Казахстана обухвата актуелни грб Казахстана, његове историјске грбове, као и грбове његових 14 области и 3 града.

## Актуелни грб Казахстана
- Амблем Казахстана 
(1991– сада)

## Историјски грбови Казахстана
- Грб Казашког каната 
(1465—1822)
- Амблем Руског Туркестана 
(1867–1918)
- Грб Казашке ССР 
(1939-1978)
- Грб Казашке ССР 
(1978-1991)

## Грбови посебних градова Казахстана
- Алма Ата
- Бајконур
- Нур Султан

## Грбови области Казахстана
- Акмолинска област
- Актјубинска област
- Алматинска област
- Атирауска област
- Жамбилска област
- Западноказахстанска област
- Источноказахстанска област
- Јужноказахстанска област
- Карагандинска област
- Кизилординска област
- Костанајска област
- Мангистауска област
- Павлодарска област 
(нови лого)
- Павлодарска област 
(стари лого)
- Северноказахстанска област